# Liste von Persönlichkeiten der Stadt Marienbad
Die Liste von Persönlichkeiten der Stadt Marienbad in Tschechien enthält Personen, die in der Geschichte der Stadt Marienbad (tschechisch Mariánské Lázně) eine bedeutende Rolle gespielt haben. Es handelt sich dabei um Persönlichkeiten, die hier geboren wurden oder gestorben sind, hier gewirkt haben oder Ehrenbürger oder Kurgäste gewesen sind.
Für die Persönlichkeiten aus den nach Marienbad eingemeindeten Ortschaften siehe auch die entsprechenden Ortsartikel.

## Ehrenbürger
- Gilbert Helmer (1864–1944), Prämonstratenser, von 1900 bis 1944 Abt des Stifts Tepl in Westböhmen

## Söhne und Töchter der Stadt
Die folgenden Personen sind in Marienbad oder den heutigen Ortsteilen der Stadt geboren. Ob sie ihren späteren Wirkungskreis in Marienbad hatten oder nicht, ist dabei unerheblich.
- Karl Zörkendörfer (1864–1945), Mediziner, Balneologe, Hochschulprofessor für Medizin an der Universität in Prag und Leiter des balneologischen Instituts in Marienbad
- Lotte Pirker (1877–1963), Politikerin der Sozialdemokratischen Arbeiterpartei in Österreich, Frauenrechtlerin und Schriftstellerin
- Ludwig Frank (1883–1945), Politiker (SdP, NSDAP)
- Johannes Thummerer (1888–1921), Bibliothekar und Schriftsteller
- Alois Junker (1893–1967), Politiker (SDAP) und Fachlehrer, von 1932 bis 1934 Abgeordneter zum Landtag von Niederösterreich, geboren in Auschowitz
- Arno Arnold (1897–1963), Sportmediziner, geboren in Glatzen
- Werner Stark (1909–1985), Soziologe
- Friedrich Arnold (1912–1969), Politiker (CSU)
- Otto Riehs (1921–2008), Wehrmachtssoldat und Träger des Ritterkreuzes
- Alfred Würl (1925–2005), Künstler und Grafiker
- Ernst Hammerschmidt (1928–1993), katholischer Theologe, Orientalist und Äthiopist
- Louis Rauwolf (1929–2003), Karikaturist
- Helmut Wenzl (1934–2018), Physiker, Professor für Experimentalphysik an der Rheinisch-Westfälische Technische Hochschule Aachen sowie Direktor am Institut für Festkörperforschung der Kernforschungsanlage Jülich, geboren in Auschowitz
- Erhard Nowak (* 1935), Chorleiter, Komponist, Musikschriftsteller. Er war Musiklehrer am Rhön-Gymnasium Bad Neustadt und weiteren Schulen in Bad Neustadt an der Saale
- Hans Rudolf Vaget (* 1938), Germanist
- Dietrich Menzel (* 1935), Physiker und Hochschullehrer
- Randolf Menzel (* 1940), Zoologe und Neurobiologe
- Ortwin Michl (* 1942), Maler und Kunstprofessor
- Peter Hofmann (1944–2010), Opernsänger und Rockmusiker
- Herbert Honsowitz (* 1944), Diplomat und Botschafter
- Ctibor Turba (1944–2025), Schauspieler, Pantomime, Bühnenautor, Regisseur und Pädagoge
- Rudolf Peterke (* 1945), Politiker (CSU)
- Alexander Cejka (* 1970), Profigolfer
- Petr Vlček (* 1973), Fußballspieler
- Michaela Janoušková (* 1992), Handballspielerin

## Persönlichkeiten, die mit der Stadt in Verbindung stehen
- Karl Joseph Heidler von Heilborn (1792–1866), erster Badearzt in Marienbad, Freund Goethes
- Joseph Labitzky (1802–1881), Kapellmeister und Tanzkomponist, begann um 1825 seine Karriere im Marienbad
- Jonél Kalinczuk (1856–1934), Arzt und Schriftsteller, Kurarzt von 1889 bis 1934
- Max Loewy (1875–1948), Psychiater und Neurologe, Überlebender des Holocaust
- Ada Sari (1886–1968), Opernsängerin, hielt sich zwischen 1929 und 1965 häufig in Marienbad auf
- (Eugen) Johannes Riemann (1888–1959), Schauspieler, arbeitete vor 1914 am Theater in Marienbad
- Hansi Knoteck (1914–2014), Filmschauspielerin, gab um 1930 ihr Bühnendebüt in Marienbad
- Vladimír Páral (* 1932), Schriftsteller der Gegenwart, lebt seit den 1990er Jahren in Marienbad

## Personen, die in Marienbad starben

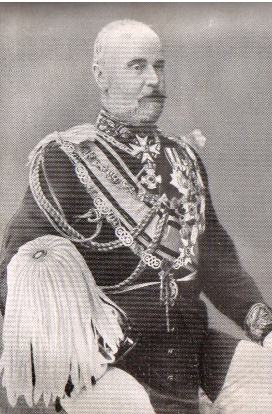
Georg Viktor Fürst von Waldeck und Pyrmont

- Johann Josef Nehr († 1820), böhmischer Klosterarzt und Begründer von Marienbad als Kurort
- Fidelis Scheu († 1830), deutschböhmischer Mediziner, Balneologe und Fachschriftsteller
- Carl Wilhelm August Fritze († 1850), Bremer Kaufmann und Senator von 1830 bis 1849
- Franz Joseph Adolph Schneidawind († 1857), deutscher Historiker
- Albert von Zahn († 1873), deutscher Kunsthistoriker
- Ottho Gerhard Heldring († 1876), niederländischer reformierter Geistlicher und Autor, gehörte zu den Führern der Erweckungsbewegung (Het Réveil 1815–1865) in den Niederlanden
- Jan Swerts († 1879), belgischer Maler
- Louis Fréderic Jacques Ravené († 1879), deutscher Stahl- und Eisengroßhändler sowie Kunstmäzen in Berlin
- Hennig Albert von Stammer († 1884), Rittergutsbesitzer, Domdechant und Politiker
- Václav Beneš Třebízský († 1884), tschechischer Schriftsteller und katholischer Priester
- Basil Mitrofanowicz († 1888), ruthenischer Theologe der griechisch-orthodoxen Kirche, wirkte als Hochschullehrer in Czernowitz
- Georg Viktor († 1893), Fürst von Waldeck und Pyrmont von 1845 bis 1893
- Johann Maas († 1899), deutscher Rechtsanwalt und Manager der Bergbau- und Metallhüttenindustrie
- Ambros Alfred Clementso († 1900), Prämonstratenser, von 1887 bis 1900 der 48. Abt des Stiftes Tepl in Westböhmen
- Robert Rieder († 1913), deutscher Chirurg, Reformer der türkischen Medizinausbildung
- Heinrich Zugmayer († 1917), österreichischer Geologe, Paläontologe und Unternehmer
- Enoch Heinrich Kisch († 1918), Balneologe[1]
- Salomon Kalischer († 1924), deutscher Chemiker und Physiker
- Ludwig Spiegel († 1926), deutscher Jurist und Hochschullehrer an der Karl-Ferdinands-Universität in Prag
- Josef Vančura († 1930), Rechtshistoriker und Papyrologe
- Theodor Lessing († 1933), lebte von März bis August 1933 in Marienbad im Exil, ermordet
- Gustav Nebehay († 1935), österreichischer Kunsthändler, förderte junge österreichische Künstler (darunter Herbert Boeckl)
- Karel Scheinpflug († 1948), Schriftsteller und Journalist
- Eduard Petiška († 1987), tschechischer Schriftsteller und Übersetzer
- Günther Deicke († 2006), deutscher Lyriker und Publizist

## Berühmte Kurgäste

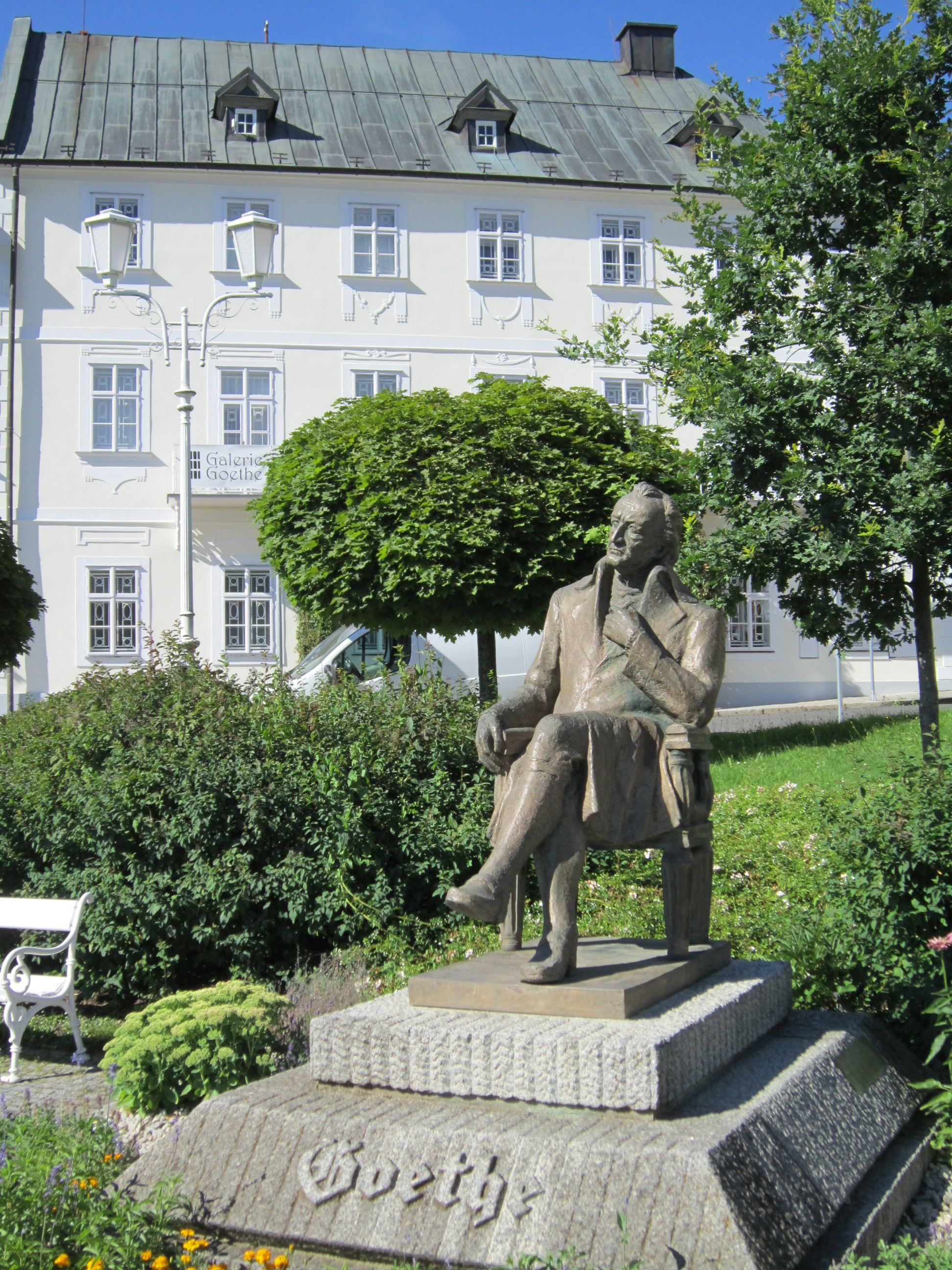
Goethe-Denkmal vor dem Stadtmuseum

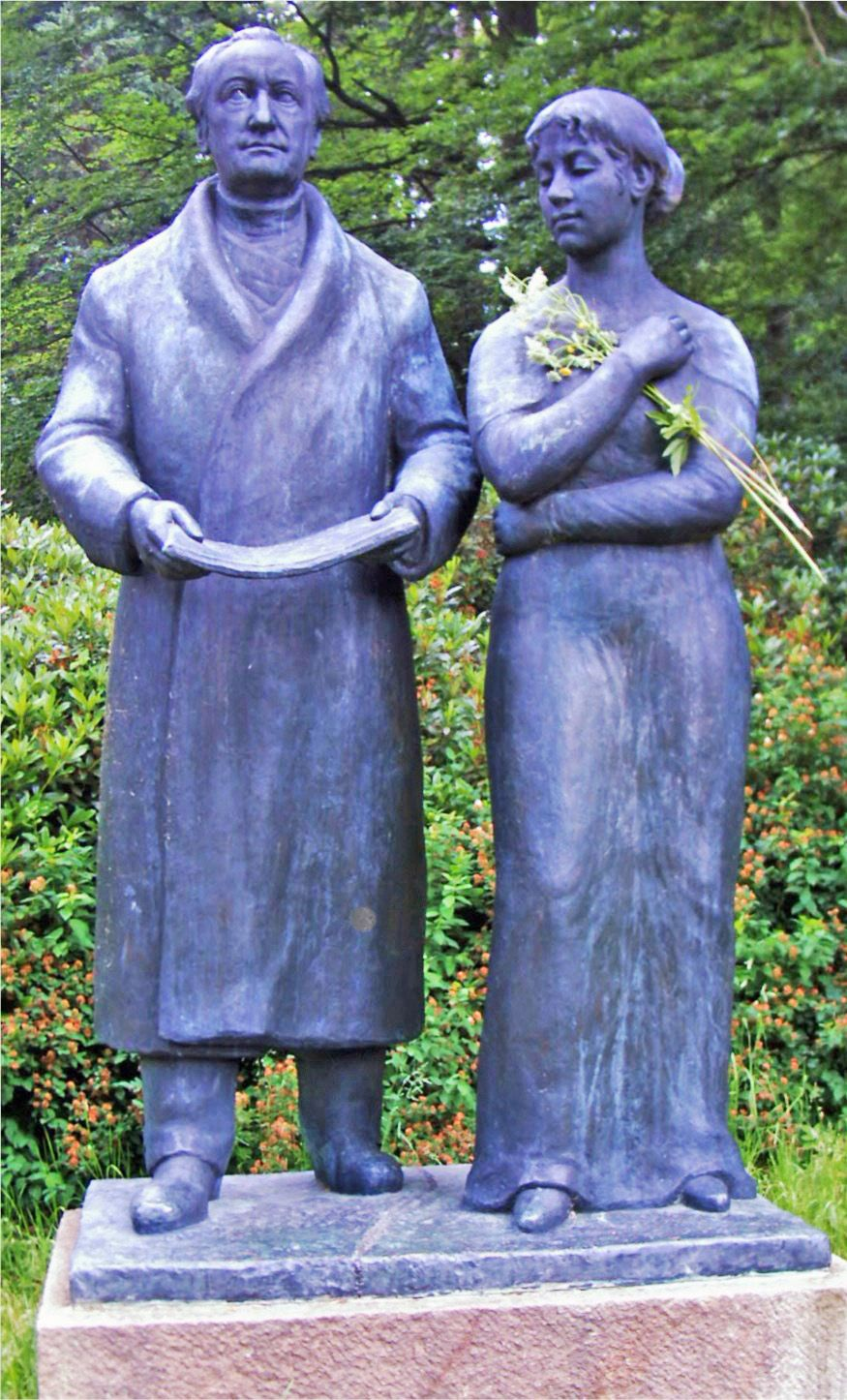
Goethe mit Ulrike von Levetzow am Marienbader Goethewanderweg unweit der Waldquelle

- Johann Wolfgang von Goethe (1749–1832), Dichter und Naturforscher, der hier 1823 in unerfüllter Liebe zu Ulrike von Levetzow seine Marienbader Elegie schrieb
- Jens Immanuel Baggesen (1764–1826), Schriftsteller und Übersetzer
- Friedrich Adolph August Struve (1781–1840), deutscher Arzt und Apotheker
- Karl Friedrich Schinkel (1781–1841), Baumeister, Architekt, Stadtplaner, Maler, Grafiker, Medailleur und Bühnenbildner
- Carl Maria von Weber (1786–1826), Komponist
- Michael Pawlowitsch Romanow (1798–1849), Mitglied des Hauses Romanow-Holstein-Gottorp
- Ulrike von Levetzow (1804–1899), Goethes letzte Liebe
- Adalbert Stifter (1805–1868), Schriftsteller
- Frédéric Chopin (1810–1849), Komponist, verlobte sich hier mit Maria Wodzińska (1819–1896)
- Richard Wagner (1813–1883), Komponist
- Anton Bruckner (1824–1896), Komponist
- Johann Strauss (Sohn) (1825–1899), Kapellmeister und Komponist
- Henrik Ibsen (1828–1906), Dramatiker und Lyriker
- Kaiser Franz Joseph I. (1830–1916), Kaiser von Österreich
- Ferdinand Laub (1832–1875), tschechischer Geiger
- Alfred Nobel (1833–1896), Chemiker und Erfinder
- Mark Twain (1835–1910), Schriftsteller
- Henry Campbell-Bannerman (1836–1908), Politiker und Premierminister
- Antonín Dvořák (1841–1904), Komponist
- König Edward VII. (1841–1910), britischer Herrscher
- Friedrich Nietzsche (1844–1900), klassischer Philologe
- Thomas Alva Edison (1847–1931), Erfinder und Unternehmer
- Sigmund Freud (1856–1939), Neurologe, Tiefenpsychologe, Kulturtheoretiker und Religionskritiker
- Gustav Mahler (1860–1911), Komponist
- Arthur Schnitzler (1862–1931), Schriftsteller
- Zar Nikolaus II. (1868–1918), der letzte Kaiser bzw. Zar des Russischen Reiches
- Maxim Gorki (1868–1936), Schriftsteller
- Stefan Zweig (1881–1942), Schriftsteller
- Franz Kafka (1883–1924), Schriftsteller